# 冯玉山
冯玉山（1917年8月—？），陕西省延川县人。中华人民共和国政治人物。

## 生平
1935年，参加中国工农红军。抗日战争期间，任八路军一一五师三四四旅六八七团十连班长、特务连政治指导员。1939年，担任新四军第三师八旅二十二团特派员，新四军苏北军区盐东县总队政治处主任。第二次国共内战时期，任苏北五分区叶挺县总队副政委，苏北军区特务三团副政委。中华人民共和国成立后，任苏北军区警备四团政治委员，苏北公安总队政治部副主任。1955年，任江苏省淮阴军分区副政委。